# Mateo Cañellas
Mateo Cañellas Martorell  (* 27. dubna 1972) je bývalý španělský atlet, běžec na střední tratě, halový mistr Evropy v běhu na 1500 metrů z roku 1996.

## Sportovní kariéra
V roce 1991 se stal juniorským mistrem Evropy v běhu na 1500 metrů. O čtyři roky později vybojoval na halovém mistrovství světa v této disciplíně druhé místo. V roce 1996 se stal halovým mistrem Evropy v běhu na 1500 metrů.